# Garifuna

Flaga Garifuna

Garifuna (liczba mnoga Garinagu; tzw. „Czarni Karibowie”) – grupa etniczna w Ameryce Środkowej. Historycznie są potomkami Karibów, Arawaków i afrykańskich niewolników sprowadzonych na plantacje. Posługują się językiem garifuna z karaibskiej grupy językowej.
W 2008 roku język, taniec i muzyka ludu Garifuna w Belize, Gwatemali, Hondurasie i Nikaragui wpisane zostały na listę reprezentatywną niematerialnego dziedzictwa kulturowego ludzkości UNESCO.